# Žiga Knap
Žiga-Robert Knap, slovenski filozof in matematik, * 6. maj 1937, Celje.
Ukvarjal se je z logiko in metodologijo filozofije ter uporabo matematike v družbenih vedah. Sodeloval je pri številnih raziskovalnih pojektih, znanstvenih člankih, prispevkih na konferencah, ustvarjanju monografije ter prevajanju knjige, bil pa je tudi redno zaposlen na Filozofski fakulteti. 

## Življenje in izobrazba
Na Univerzi v Ljubljani je študiral matematiko in filozofijo. Leta 1960 je diplomiral iz matematike, iz filozofije pa leto kasneje. Po diplomi se je zaposlil na Inštitutu za sociologijo in filozofijo Univerze v Ljubljani. V letih 1963 – 67 se je specializiral na Katedri za matematično logiko in kibernetiko na Univerzi Lomonosova v Moskvi. Izobraževanje je nadaljeval na Univerzi v Edinburhgu leta 1973. Na inštitutu je sodeloval pri več raziskovalnih projektih. Zanimali so ga predvsem metodološki problemi v družbenih vedah. Na to temo je leta 1985 zagovarjal doktorsko disertacijo z naslovom Filozofski in metodološki problemi teorije sistemov. Njegov mentor je bil Frane Jerman, ki je predaval na Oddelku za filozofijo Filozofske fakultete Univerze v Ljubljani. Leta 1976 je Žiga Knap začel predavati metodološke predmete na Filozofski fakulteti, od 1988 naprej tudi logiko. Najprej je delal kot izredni profesor, od leta 1993 je bil na Filozofski fakulteti redno zaposlen, danes pa je upokojen.  

## Delo

### Dela
Žiga Knap je avtor strokovne monografije z naslovom Komunikologija (1976) ter soavtor monografije Program razvoja teoretičnih in aplikativnih vidikov diskretne matematike za potrebe družbenih ved (1976) in knjige Socializacijski dejavniki v procesu spreminjanja identitete Slovencev, ki je izšla leta 1983.
Leta 1989 je prevedel knjigo avtorja G. Polya z naslovom Kako rešujemo matematične probleme. Pólya je v svoji knjigi določil splošno hevristiko za reševanje problemov vseh vrst, ne le matematičnih. Poleg majhne enciklopedije hevrističnih izrazov knjiga vsebuje nasvete za poučevanje matematike. Poleg Knapovega prevoda v slovenščino je bila prevedena še v številne druge jezike. 
Sodeloval je pri več raziskovalnih projektih, in sicer “Phenomenology and Cognitive Science”(1993 - 1996) v okviru projekta TEMPUS, “Logika, filozofija znanosti in kognitivna veda”(1994 - 1996) ter v projektu "Formalne strukture v modelih stvarnosti, spoznanja in duha"(1996-1999). 
Kot urednik je sodeloval pri številnih delih, najvidnejša je recenzija univerzitetnega učbenika Osnove kvalitativnega raziskovanja, ki je izšel leta 2015. 
Bil je zunanji sodelavec pri raziskovalni in razvojni organizaciji CPZ-International, Center za promocijo znanja. Organizacija se zavzema za usposabljanje strokovnjakov in vseživljenjsko učenje kot nenadomestljive podlage za intelektualni in osebnostni razvoj. Verjame, da je znanje pomemben temelj osebnostnega in intelektualnega razvoja posameznika.
Njegove objave obsegajo 7 originalnih znanstvenih člankov, 11 znanstvenih prispevkov na konferencah in 29 poročil o raziskovalnih projektih. 
- Aplikacije generalne teorije sistemov pri proučevanju procesov socialne stratifikacije. (1972). (COBISS)
- Nekateri matematični principi klasifikacije entitet v sociologiji. (1974). (COBISS)
- Filozofski in metodološki problemi teorije sistemov : doktorska disertacija. (1985). (COBISS)
- O pomenu matematike v Marxovi misli. Ob branju Marxovih matematičnih rokopisov. (1985). (COBISS)
- Raziskave na področju teorije in metodologije integralnega planiranja. Aplikacija sistemske analize na probleme regulacije velikih sistemov. (1988). (COBISS)
- Sociološki aspekti planiranja. (1989). (COBISS)
- Algebra logike. (2010). ISBN 978-961-6243-58-2. (COBISS)

## Priznanja
Leta 2013 je prejel zlato priznanje ZOTKS, katerega prejmejo posamezniki in organizacije, ki so s svojim aktivni delom in sodelovanjem v zadnjih desetih letih nadpovprečno prispevali k napredku tehnične kulture, izvedbi aktivnosti in razvoju ZOTKS in njenih članic.